# 内藤政業
内藤 政業（ないとう まさのぶ）は、江戸時代中期の大名。陸奥国湯長谷藩5代藩主。官位は従五位下・播磨守。

## 略歴
元文5年（1740年）、4代藩主・内藤政醇の長男として誕生。寛保元年（1741年）、父の死去により2歳で跡を継ぐ。宝暦5年（1755年）11月に徳川家重に御目見し、宝暦6年（1756年）12月に叙任する。正室や実子がいないため宝暦11年（1761年）11月14日、養子・貞幹（徳川宗直の六男）に家督を譲って隠居した。隠居した理由は不明である。
文化8年（1811年）3月29日、死去。一説には明和6年（1769年）に死去したとも。

## 系譜
父母
- 内藤政醇（父）
- 黒田直邦の娘（母）

養子
- 内藤貞幹 ー 徳川宗直の六男